# Трансілюмінатор

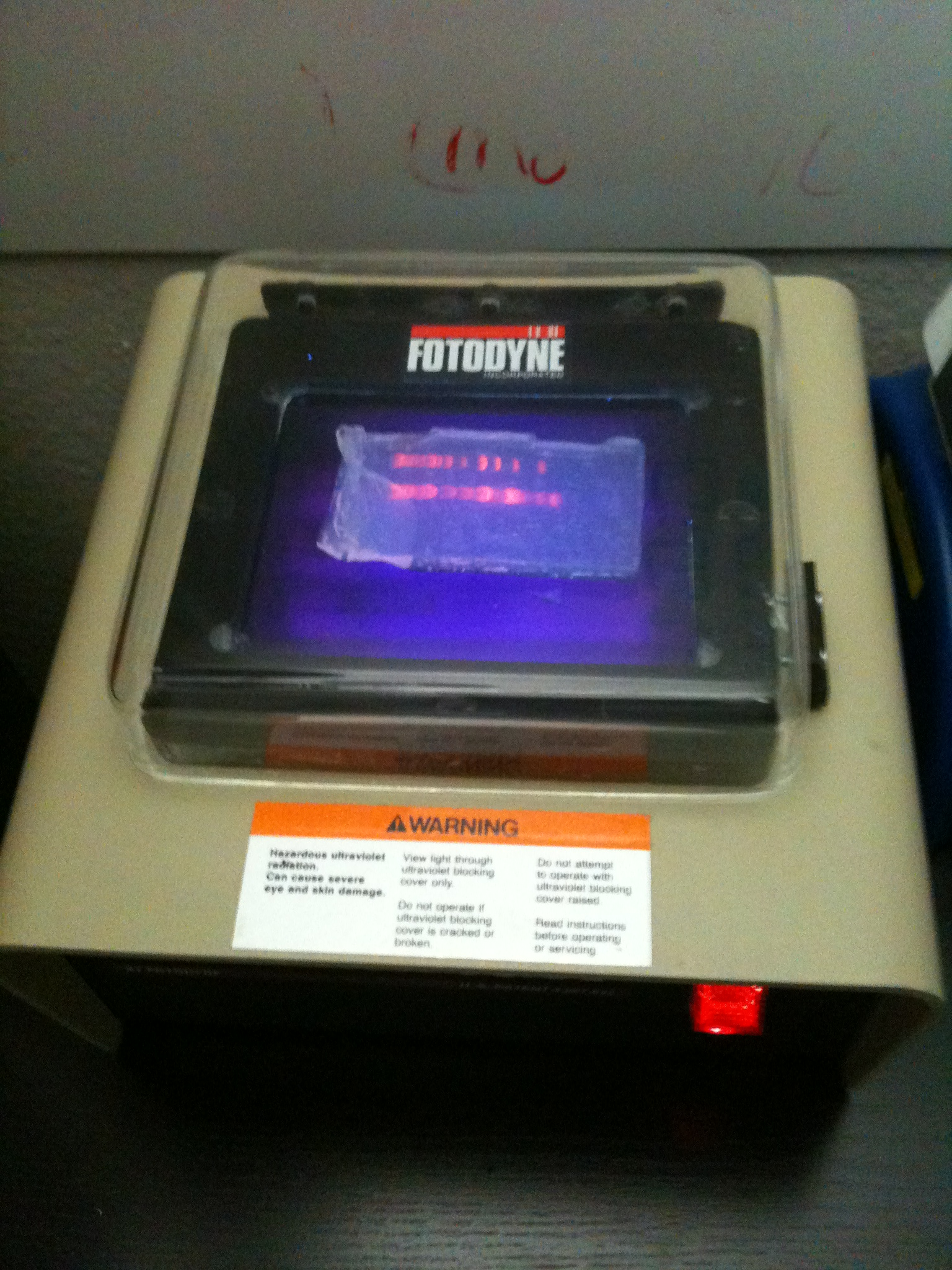
Агарозний гель-електрофорез з ДНК смугами на трансілюмінаторі. Забарвлення отримується за допомогою фарбування гелю бромистим етидієм, що вбудовується в подвійну спіраль ДНК та світиться при потраплянні на нього ультрафіолетового випромінювання.

Трансілюмінатор (англ. transillunminator, або англ. UV light box) — прилад, що виступає джерелом ультрафіолетового випромінювання (УФВ) та використовується для індукції флюоресценції барвників (наприклад, бромистого етидію), що інтеркалювалися між двома ланцюгами дуплексної ДНК або дволанцюгової РНК. Використовується для детекції молекул нуклеїнових кислот, розділених в гелевому електрофорезі. В трансілюмінаторі УФ-лампа розміщується під досліджуваним зразком гелю і УФ випромінюється в напрямку експериментатора (тому варто захистити очі).